# Xa lộ Puerto Rico 53
Xa lộ Puerto Rico 53 (Xa lộ Liên tiểu bang PRI-3 không biển dấu) là một xa lộ thu phí chính, chạy song song với Xa lộ Puerto Rico 3 từ Fajardo đến Salinas. Một số đoạn vẫn còn đang xây dựng nhưng khi hoàn thành sẽ có chiều dài 59 dặm (95 km). Hai đường hầm, mỗi cái dài 1 km (0,,6 mi) long each trong thị trấn Yabucoa và thị trấn Maunabo được hoàn thành vào tháng 10 năm 2008. Nó sẽ nối các thành phố Fajardo, Ceiba, Naguabo, Humacao, Yabucoa, Maunabo, Patillas, Arroyo, Guayama và Salinas, như thế bao quanh toàn bộ duyên hải đông và đông nam của Puerto Rico. Điểm đầu phía bắc của nó nằm tại Xa lộ PR-3 và Xa lộ PR-194 tại Fajardo, và điểm đầu phía nam của nó nằm tại Xa lộ PR-52 tại Salinas.

## Tổng quan
Xa lộ này gồm có 5 trạm thu phí tại Ceiba Norte, Humacao Norte, Humacao Sur (gần Palmas del Mar), Guayama và Salinas. Rất có thể trạm thu phí cuối cùng ngay trước cửa đường hầm tương lai được thêm vào.
Ba đoạn của xa lộ thu phí đã hoàn thành: đoạn đầu là từ Salinas đến Guayama dài khoảng 7,5 dặm (12,1 km), đoạn thứ hai từ Fajardo đến Yabucoa dài 28 mi (45 km), đoạn vừa hoàn thành gần đây dài 1,2 dặm (1,9 km) giữa Yabucoa và Maunabo gồm có đường hầm cuối cùng là Vicente Morales, thông xe vào tháng 10 năm 2008. Tổng chiều dài đã được hoàn thành cho đến hiện nay là 34 dặm (55 km), còn lại gần 25 dặm (40 km) phải được hoàn thành tại Yabucoa và từ Maunabo đến Guayama.
PR-53 là xa lộ thu phí có ít xe cộ nhất tại Puerto Rico, và cũng hiếm khi nghe nói đến kẹt xe. PR-53 không đi vào các thị trấn đông dân và cũng không có chiều hướng tăng lượng xe cộ vì lý do phần lớn dân số bên phía đông Puerto Rico sống trong vùng đô thị San Juan, Caguas và Cayey.  PR-53 không đi qua các thành phố và vùng đô thị San Juan. Giao thông chính yếu tại Humacao phần lớn dựa vào các xa lộ PR-30 và PR-60. Khu vực trung tâm/thương mại của Humacao có thể đến được qua ngã PR-30 và PR-60, chớ không phải qua PR-53. Vì thế, PR-53 không có hơn 2 làn xe mỗi chiều tại các đoạn đã xây xong và có lẽ không có hơn 2 làn mỗi chiều trên toàn chiều dài của nó.
PR-53 cũng dễ bị lụt tại các khu vực gần Naguabo và Fajardo.

## Danh sách lối ra

### Lối ra 2-39
- Lối ra 2: PR-3, Ceiba, Aeropuerto Diego Jimenez Torres
- Lối ra 5: PR-975, Ceiba Norte
- Lối ra 6: PR-978 (Carretera Chupacallos), Ceiba Sur
- Lối ra 10: PR-3
- Lối ra 13: PR-3/PR-973, Playa de Naguabo, Daguabo
- Lối ra 17: PR-971 (Camino El Duque), Naguabo
- Lối ra 18: PR-31, Naguabo
- Lối ra 20: PR-31, Juncos, Naguabo
- Lối ra 22: PR-31, Juncos
- Lối ra 25: PR-927, Anton Ruiz
- Lối ra 31: PR-3, Humacao
- Lối ra 33: PR-30, Juncos, Caguas, San Juan
- Lối ra 35: PR-906, To PR-3, Candelero Abajo
- Lối ra 39: PR-906, Playa

### Lối ra 83-90
- Lối ra 83: PR-7707
- Lối ra 87: PR-713, Jobos
- Lối ra 90: PR-706, To PR-3
- Lối ra: PR-52, Ponce, San Juan